# Чанышев, Арсений Николаевич
Арсе́ний Никола́евич Ча́нышев (18 апреля 1926, Новочеркасск — 3 августа 2005, Москва) — советский и российский философ, историк философии, поэт. Доктор философских наук, профессор. Создатель «философии небытия», теоретик происхождения философии как вида знания. Автор монографий и учебников по теории философии, стихотворений и прозаических притч (псевдоним Арсений Прохожий).

## Биография
Родился 18 апреля 1926 года в Новочеркасске. Мать — Александра Иоакинфиевна Чанышева (18.02.1895 — 05.05.1978); отец — Тихон Николаевич Никитин (1867—1937), на тот момент был обновленческим архиепископом Верхнедонским и Новочеркасским. В дальнейшем сменил несколько кафедр. В 1931 году покаялся и принят в Русскую православную церковь в сане епископа, с 17 марта 1936 года — архиепископ. В ходе большого террора был арестован и 2 декабря 1937 года расстрелян.
В 1952 году окончил философский факультет МГУ. В 1955 году аспирантуру по кафедре истории зарубежной философии этого же факультета. С 1955 года работал на этой кафедре. Преподавал в основном историю древней философии, читал специальный курс по философии Аристотеля.
В 1956 году защитил диссертацию на соискание учёной степени кандидата философских наук по теме «Реакционная сущность философии и социологии современного американского протестантизма».
В апреле 1965 года накануне первой демонстрации участников молодёжной литературной группы «СМОГ» Чанышеву как партгрупоргу объяснили, что объявление о митинге СМОГа, которое висит на факультете, нужно нейтрализовать. То есть провести соответствующую работу — чтобы никто туда не ходил. Увидев и услышав смогистов, Чанышев несмотря на существенную разницу в возрасте понял, что они близки ему. Вскоре он стал почётным членом СМОГа и даже получил членский билет за номером 52.
В 1983 году защитил в форме научного доклада диссертацию на соискание учёной степени доктора философских наук по теме «Генезис философии и её ранние формы».
В 1991 году присвоено учёное звание профессора.
Похоронен в Москве на Долгопрудненском кладбище.
Был женат пять раз. У Арсения Николаевича остались два сына, Александр и Арсений. Внучка — Чанышева Дарья Арсеньевна. Все они живут в Москве.

## Научная деятельность
В своих трудах А. Н. Чанышев исследовал проблемы видов мировоззрения, возникновение философии, философские и предфилософские философии, про-философские, протофилософские и парафилософские особенности древне-китайской, древнеиндийской, древнегреческо-римской философии и др. В своём «Трактате о небытии» он рассуждает о первичности и абсолютности небытия и вторичности и относительности бытия:
Бытие не имеет основания в самом себе. Основание Бытия в Небытии. Бытие вторично — Бытие есть небытие Небытия.

## Поэтическая деятельность
Поэзия А. Н. Чанышева содержит в себе чувство нравственной правоты, традицию социально-философской критики. В ней отражены судьбы современников будучи предопределёнными историческим прошлым. В качестве примера берётся сталинский период, о котором говорят следующие строки:
Этот мир был проклят мною с детства 
За несоответствие мечте
Но другого нет — и некуда мне деться
Здесь Христос, распятый на кресте.
Мир иной! Тебя я видел мельком
Ты являлся иногда в мечте…
Годы шли… Я
Становился мелким —
И Христа распял я на кресте…
Но теперь, когда меня осталось
Очень мало, верен я мечте
Жизнь моя от грязи опросталась —
Я с Христом, распятым на кресте….

О своих религиозных переживаниях Чанышев писал:
Я – сын монаха, плод греха.
Я – нарушение обета.
И Богом проклят я за это:
К чему ни прикоснусь – труха.

## Цитаты
- Сейчас в нашем мире все больше знаний и все меньше мудрости, то есть умения применять эти знания на благо людям[8].
- Если мифология была матерью философии, то её отцом был интеллект
- Душа не поток психического состояния, а субстанция, вечная сущность[9]

## Основные сочинения

### Монографии
- Философия Анри Бергсона. — М.: Издательство МГУ, 1960.
- Ионийская философия. — М., 1966. — 184 с. [Автор II главы (стр. 21-82) — Э. Н. Михайлова].
- Протестантизм. — М.: Наука, 1969. — 216 с.
- Эгейская предфилософия. — М.: Издательство МГУ, 1970. — 240 с.
- Италийская философия. — М.: Издательство МГУ, 1975. — 216 с.
- Курс лекций по древней философии. Учебное пособие для студентов и аспирантов философских факультетов и отделений университетов. — М.: Высшая школа, 1981. — 374 с.
- Аристотель. — М.: Мысль, 1981. — 200 с.
- Начало философии. — М.: Издательство МГУ, 1982. — 184 с. — Серия: История философии (книжная серия, МГУ).
- Аристотель. Второе дополненное издание. — М.: Мысль, 1987. — 224 с.
- Курс лекций по древней и средневековой философии. Учебное пособие для вузов. — М.: Высшая школа, 1991. — 512 с. — ISBN 5-06-000992-0.
- Философия Древнего мира. Учебник для вузов. М., 1999 (2001);
- Введение в любомудрие. — М., 2000;
- Моя жизнь. М.: Феникс, 2010. — 256 с.
- Исповедь одной истерзанной души. — М.: Феникс, 2011. — 240 с.
- История философии Древнего мира: Учебное пособие для вузов. М.: Академический проект, 2011. — 608 с.

### Статьи
- Трактат о небытии // «Вопросы философии» 1990. № 10
- Обращение антитоталитариев // Ностальгия. 1991. № 1;
- Пифагор (Комедия идей) // Человек. 1991. № 6; 1992. № 1;
- Философия как «Филология», как мудрость и как мировоззрение // Вестник МГУ имени М. В. Ломоносова Сер."Философия". 1995. № 5, 6; 1996. № 6; 1998. № 1; 1999. № 1;
- Слово о философии // Вопросы классической филологии. Вып. XI. М., 1996;
- Трактат о небытии. 4-е испр. и доп. изд. // Категории. Философский журнал. 1997. № 2. — С. 4-14.
- «Град земной» в эсхатологической перспективе: переосмысление опыта античной истории и гражданской культуры в историософии Августина // «Вопросы философии» 1999. № 1;
- Трактат о небытии // Вестник МГУ имени М. В. Ломоносова Сер."Философия". — 2000. — № 2.